# 副甲状腺機能低下症
副甲状腺機能低下症（ふくこうじょうせんきのうていかしょう、英:hypoparathyroidism）とは副甲状腺ホルモン（PTH）の不足を原因とした低カルシウム血症、高リン血症によって種々の症状を示す代謝性疾患。上皮小体機能低下症とも呼ばれる。甲状腺機能亢進症の治療のための甲状腺切除の際に傷つけられて発生する場合や頸部の外傷や腫瘍に続発する場合とがある。症状として神経過敏、全身性発作、テタニー、顔面筋の痙攣、運動失調、歩様異常、下痢、嘔吐などが認められる。ストレス、運動、騒音などが誘引となり突然に発症する。血清PTH濃度の低下、PTHの生理的効果の低下、低カルシウム血症、高リン血症、代謝性アルカローシス、さらに呼吸促迫時には呼吸性アルカローシスが認められる。鑑別疾患として破傷風、腎不全、膵島細胞腫瘍、高脂血症、カルシウム吸収不良、膵炎、低アルブミン血症による低カルシウム血症が挙げられる。治療にはカルシウム剤、アルミゲル、ビタミンDの投与が行われる。